# FTSE MIB
Le FTSE MIB (Milano Italia Borsa) (S&P/MIB avant juin 2009) est un indice boursier de la bourse italienne, constitués des 40 plus grandes valeurs cotées en bourse. 

## Corrélation avec les autres bourses
Les performances annuelles du FTSE MIB se sont rapprochées de celles du Dow Jones, du DAX, du CAC 40 et du FTSE 100, les grands marchés boursiers étant de plus en plus dépendants les uns des autres depuis une quinzaine d'années.

## Composition
Composition de l'indice et poids respectif des sociétés au 18/12/2017
- A2A
- Atlantia
- Azimut Holding
- Banca Generali
- Banco BPM
- BPER Banca
- Brembo
- Buzzi Unicem
- Campari
- CNH Industrial
- Enel
- Eni
- Exor
- Ferrari
- FinecoBank
- Generali
- Intesa Sanpaolo
- Italgas
- Leonardo
- Luxottica
- Mediaset
- Mediobanca
- Moncler
- Pirelli
- Poste italiane
- Prysmian
- Recordati
- Saipem
- Salvatore Ferragamo
- Snam
- Stellantis
- STMicroelectronics
- Telecom Italia
- Tenaris
- Terna
- UBI Banca
- UniCredit
- Unipol
- UnipolSai
- Yoox Net-a-Porter Group